# Бійка

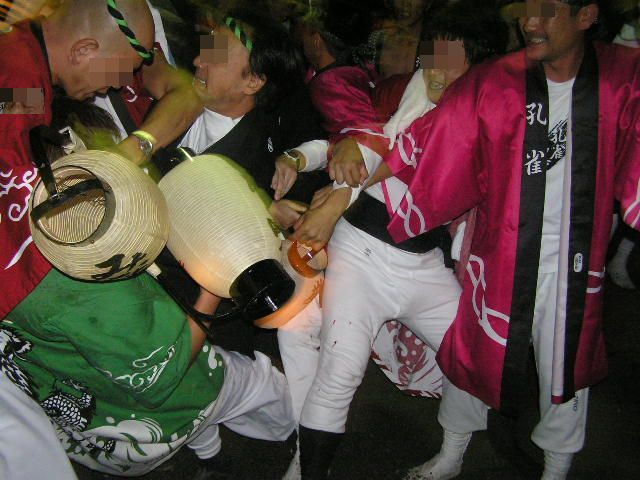
Бійка якудз на фестивалі в Японії.

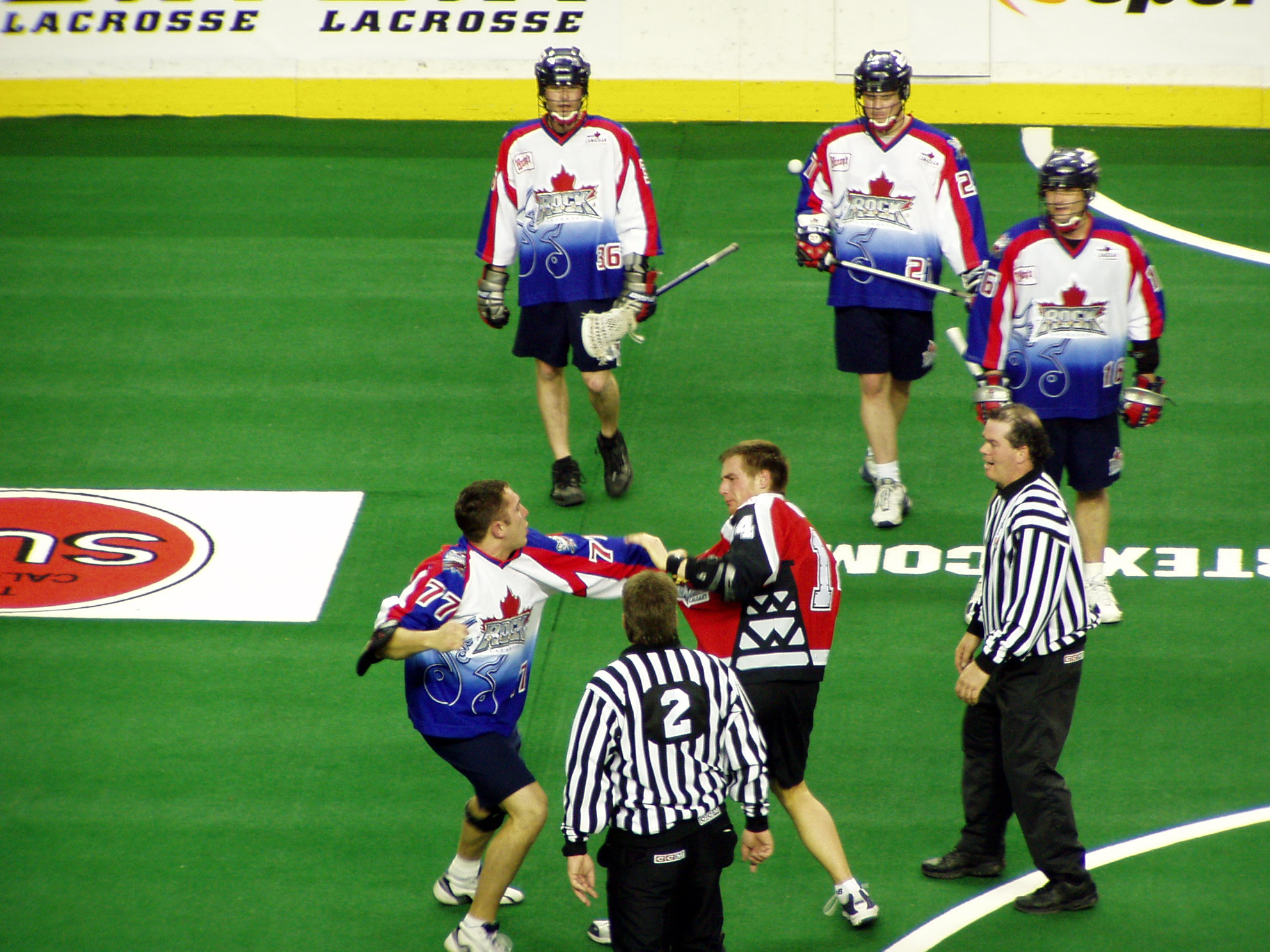
Бійка на змаганнях по лакросу.

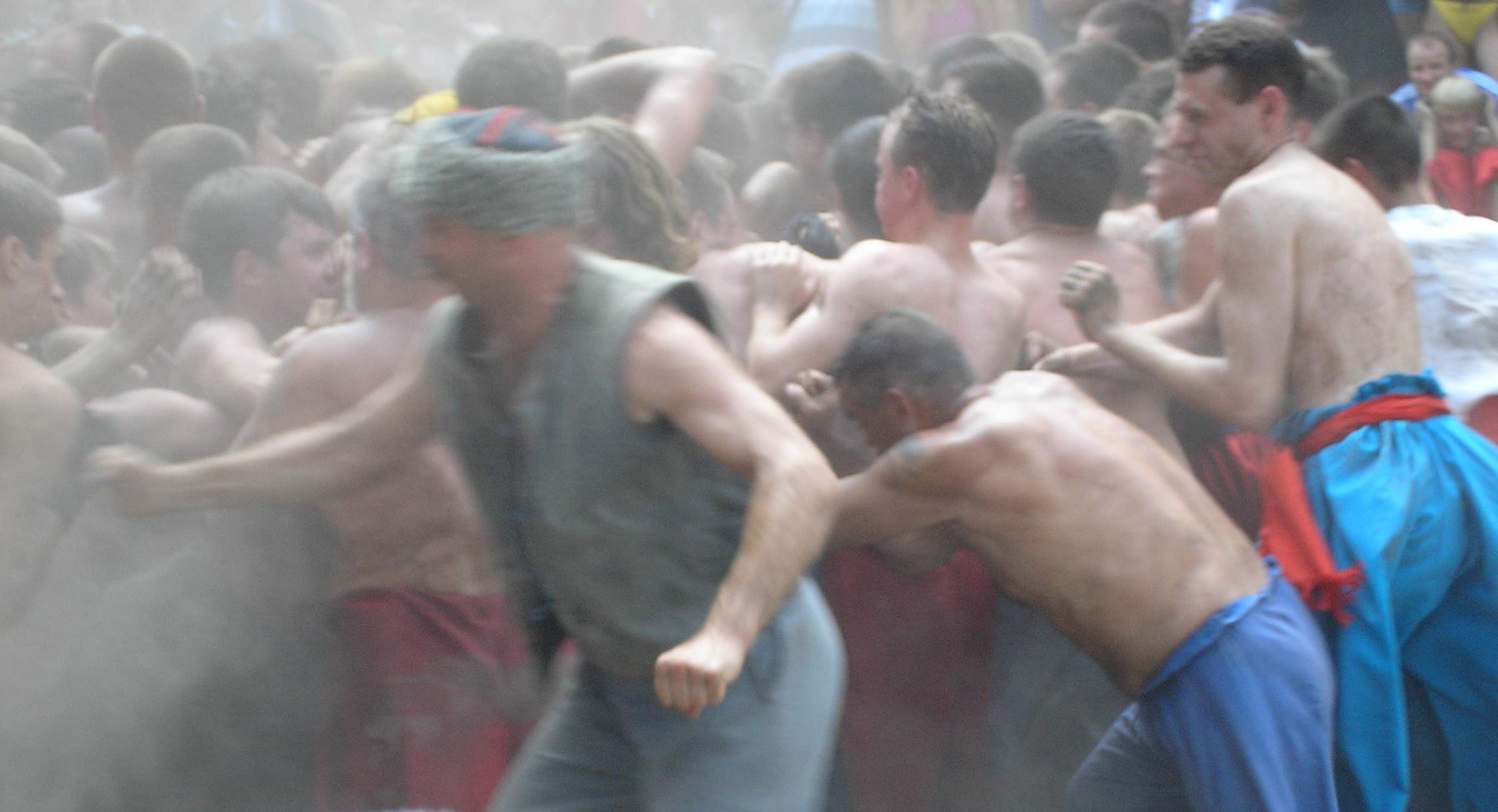
Кулачний бій на козацькому фестивалі на о. Хортиця.

Бійка — зіткнення двох чи більше людей без зброї, або із застосуванням холодної зброї (ножів, сокир), або предметів, що можна використати як зброю (камені, шматки арматури, заточки, обрізки труб, кастети тощо), з заподіянням побоїв і (або) шкоди здоров'ю різного ступеня тяжкості.
Бійка — бій без правил, але іноді в бійці застосовуються якісь подібності моральних принципів — «битися один на один», «лежачого не б'ють», «до першої крові» тощо, які сьогодні найчастіше не дотримуються. Також можна помітити, що стиль і жорстокість бійки залежать від того, хто з ким б'ється і наскільки сильні негативні почуття один до одного відчувають сторони. Тренери футбольних команд і самі гравці часто закликають футбольних вболівальників до того, щоб бійки між ними більше нагадували зарядку, ніж справжній бій.
Бійка має давню традицію в українській народній культурі й існувала в Україні починаючи з глибокої давнини до початку XX століття. Бої відбувалися звичайно в селах у святкові дні, взимку найчастіше на льоду. Спочатку пускали вперед хлопчаків. За ними гуртувалися більш дорослі, але головна партія супротивників, особливо відомі за своєю силою і мистецтвом бою, залишалася в резерві.
Існувало безліч видів кулачних боїв, і правила істотно варіювалися. Побутували як індивідуальні бої, так і бої «стінка на стінку». У стінковому бою було заборонено бити по голові, особливо в обличчя і лежачого. У деяких випадках суперники повинні були бути в рукавицях і заборонялося класти в них важкі предмети.
Традиції слов'янських кулачних боїв відроджуються різними школами в Україні, такими як буза, спас, бойовий гопак.
Найчастіше бійка являє собою негативне соціальне явище, виникнення бійок обумовлено конфліктами, що важко розв'язуються , хуліганськими спонуканнями і погано усвідомлюваною агресією, яку треба кудись виплеснути.
З точки зору права бійка являє собою протиправну поведінку, оцінюється як адміністративне правопорушення (хуліганство) або як злочин різного ступеня тяжкості в залежності від наслідків (побої, заподіяння шкоди здоров'ю слабкої, середньої тяжкості, тяжкої шкоди, необережне заподіяння смерті, вбивство). Розслідування злочинів, скоєних у бійці, ускладнюється тим, що важко встановити, хто конкретно завдав ті чи інші удари, заподіяв ті чи інші ушкодження.
В освітніх установах бійка розцінюється як порушення дисципліни, в військах — як прояв нестатутних відносин.

## Бійки в державних установах
Нерідким явищем є і бійки серед депутатів у парламентах світу. Верховна Рада України теж не є виключенням.